# 3426 Seki
3426 Seki eller 1932 CQ är en asteroid i huvudbältet som upptäcktes den 5 februari 1932 av den tyske astronomen Karl Wilhelm Reinmuth i Heidelberg. Den har fått sitt namn efter den japanske astronomen Tsutomu Seki.
Asteroiden har en diameter på ungefär 17 kilometer.